# 宋濂
| 中國二十四史 | 中國二十四史   | 中國二十四史 | 中國二十四史 | 中國二十四史 |
| 次序         | 書名           | 作者         | 作者         |              |
| 次序         | 書名           | 姓名         | 時代         |              |
| ------------ | -------------- | ------------ | ------------ | ------------ |
| 1            | 史记           | 司馬遷       | 西漢         |              |
| 2            | 汉书           | 班固         | 東漢         |              |
| 3            | 后汉书         | 范曄         | 劉宋         |              |
| 4            | 三國志         | 陈寿         | 西晋         |              |
| 5            | 晋书           | 房玄龄等     | 唐           |              |
| 6            | 宋书           | 沈约         | 蕭梁         |              |
| 7            | 南齐书         | 萧子显       | 蕭梁         |              |
| 8            | 梁书           | 姚思廉       | 唐           |              |
| 9            | 陈书           | 姚思廉       | 唐           |              |
| 10           | 魏书           | 魏收         | 北齐         |              |
| 11           | 北齐书         | 李百药       | 唐           |              |
| 12           | 周书           | 令狐德棻等   | 唐           |              |
| 13           | 南史           | 李延寿       | 唐           |              |
| 14           | 北史           | 李延寿       | 唐           |              |
| 15           | 隋书           | 魏徵等       | 唐           |              |
| 16           | 旧唐书         | 刘昫等       | 后晋         |              |
| 17           | 新唐书         | 欧阳修等     | 北宋         |              |
| 18           | 旧五代史       | 薛居正等     | 北宋         |              |
| 19           | 新五代史       | 欧阳修       | 北宋         |              |
| 20           | 宋史           | 脱脱等       | 元           |              |
| 21           | 辽史           | 脱脱等       | 元           |              |
| 22           | 金史           | 脱脱等       | 元           |              |
| 23           | 元史           | 宋濂等       | 明           |              |
| 24           | 明史           | 张廷玉等     | 清           |              |
| 相關         | 東觀漢記       | 劉珍等       | 東漢         |              |
| 相關         | 新元史         | 柯劭忞       | 民國         |              |
| 相關         | 清史稿         | 趙爾巽等     | 民國         |              |
| 相關         | 點校本二十四史 | 顧頡剛等     | 共和國       |              |

宋濂（1310年11月4日—1381年6月24日），字景濂，號潛溪，又號玄真子，諡文憲（私諡淵穎），浙江浦江县人。明初政治家、文学家、史學家。方孝孺之師，曾任翰林，修《元史》。後因胡惟庸案牽連，被明太祖謫死蜀地。

## 生平
宋濂生于元朝至大三年农历十月十三日（公元1310年11月4日）。宋濂出身贫寒，但自幼十分好学，曾受业于元末古文大家吴莱、柳贯、黄溍等。他一生刻苦学习，“自少至老，未尝一日去书卷，于学无所不通”。元朝末年，元顺帝曾召他为翰林院编修，他以奉养父母为由，辞不应召，修道著书。
公元1368年，朱元璋称帝，建立明朝，宋濂就任江南儒学提举，为太子讲经学。洪武二年（1369年），奉命主修《元史》，洪武三年二月，以失朝参，降编修。洪武四年，升迁国子司业，“坐考祀孔子礼不以时奏”，谪官安远知县，不久召为礼部主事。洪武六年（1373年）纂修《大明日历》、洪武七年（1374年）纂修《皇明宝训》。累官至翰林学士承旨、知制诰。
洪武十年（1377年），以年老辞官还乡，闭户纂述。后因长孙宋慎牵连胡惟庸案，朱元璋本欲杀戮，经皇后太子力劝，改为全家流放茂州（现在四川茂县）。
洪武十四年（1381年）五月二十日，宋濂死於夔州（今重慶奉節），年七十二。有史料显示其为病逝，也有史料表示其为上吊自尽。知事葉以從將宋濂葬於蓮花山下。蜀王朱椿仰慕宋濂，又將宋濂轉葬華陽城東。
一个多世纪后，弘治九年（1496年），明孝宗下令为宋濂平反，追复官职，赐春秋祭葬。正德年间，明武宗为其上谥文宪。
一說宋濂於洪武四年因獻詩「自古戒禽荒」一語激怒朱元璋，導致此禍。

## 文學作品和成就
在中国文学史上，宋濂与刘基、高啓并列为「明初诗文三大家」，亦與劉基、方孝孺合稱「明初散文三大家」。且为「明代开国文臣之首」。他以继承儒家道统为己任，为文主张“宗经”“师古”，取法唐宋，著作甚丰。
宋廉的著作以传记小品和记叙性散文为代表，傳記用筆細膩而簡煉，較著名所知的作品有《王冕傳》、《李疑傳》及《秦士錄》；散文或质樸简洁，或雍容典雅，各有特色。朱元璋称他为“开国文臣之首”，刘基赞许他“当今文章第一”，四方学者称他为“太史公”。另一方面，宋廉一生為盛名所累，長期寫應酬文章，他不得不喊道：“呜呼，予为文所累几欲燔毁笔砚！”著有《宋学士文集》。
方孝孺少時師從宋濂，一生為其執弟子禮。宋濂死後，方孝孺每次路过夔州，必定前往扫墓，並親撰祭文：“公之量或者包天下，而天下不能容公之一身；公之识或者鉴一世，而舉世不能知公之为人。道或者陶冶造化，而不获事实正寝；德或者涵濡万类，而不获盖其后昆。”